# SEMPL
SEMPL ali Regijska konferenca medijskih trendov je specializiran in izobraževalen mednarodni dogodek za oglaševalce, medijske hiše in komunikatorje v Srednji in Jugovzghodni Evropi. Namenjen je predstavitvi aktualnih globalnih medijsko-komunikacijskih trendov v jadranski regiji ter analizi tuje in domače dobre prakse.  Glavni cilj SEMPL-a je dvigniti raven znanja na področju medijsko-komunikacijske stroke v regiji. 
V Portorožu poteka že od leta 1998, ko se je imenoval Seminar medijskih trendov. Še danes deluje znotraj Media Pool-a, zakupnika medijskega prostora v Sloveniji.  Od leta 2011 pri izvedbi konference SEMPL sodeluje tudi podjetje Medijski partner, izdajatelj specializirane marketinške revije Marketing magazin 
Ciljna publika so vsi, ki delajo v medijih, z mediji ali za medije in vsi tisti, ki krojijo medijske trende in se po njih ravnajo. 
V okviru konference poteka tudi tekmovanje za nagrade za medijske presežke leta sempler. Na njem medijski strategi, naročniki in mediji predstavijo svoje najboljše projekte in se potegujejo za zlate semplerje in nagrado veliki sempler, ki je podeljena najboljši medijski strategiji preteklega leta. 

## Zgodovina
Zamisel za dogodek se je porodila sedmim oglaševalskim agencijam, lastnicam Media Poola. Zaradi velike potrebe po znanju, so se odločili za organizacijo izobraževalnega dogodka seminarskega tipa. Ob začetkih SEMPL-a so bili večinoma predstavniki tujih agencij, brez spremljevalnega programa, nagrad ali tekmovanja za semplerje. Začetna ambicija SEMPL-a je bila postati osrednji regijski izobraževalni dogodek in dati določen poudarek ljudem, ki se ukvarjajo s to dejavnostjo. 

### Vsi seminarji SEMPL
|          | leto | datum                       | slogan                             | več informacij |
| -------- | ---- | --------------------------- | ---------------------------------- | --- |
| SEMPL 01 | 1998 | 19. in 20. november         | "Vrednotenje medijev"              | Na njem je predavalo osem mednarodnih govorcev. |
| SEMPL 02 | 1999 |                             | "Medijske strategije"              | Na njem je predavalo devet mednarodnih govorcev. |
| SEMPL 03 | 2000 | od 5. do 7. novembra        | "Učinkovitost medijev"             | Na njem so poudarili številne in nagle spremembe na področju medijskega planiranja. |
| SEMPL 04 | 2001 | do 18. do 20. novembra      | "Letna medijska strategija"        | Udeleženci so v treh dneh prisluhnili različnim tujim predavateljem in strokovnjakom s področja medijskega planiranja. Ti so v kongresnem centru Grand Hotela Emona predstavili svoje pristope in poglede na letno medijsko strategijo. |
| SEMPL 05 | 2002 | 18. in 19. november         | "Naj se zgodi tudi medijcem"       | Poudarek seminarja je bil na medijski strategiji, predstavljeni iz različnih zornih kotov. Uvedli so nekaj sprememb, in sicer pripravili tekmovanje Sempler, na katerem so podelili nagrade za medijske presežke leta.. |
| SEMPL 06 | 2003 | 13. in 14. november         | "V mednarodne vode"                | Na njem so govorili o spremembah, ki jih globalno sodelovanje prinaša v medijske oddelke. |
| SEMPL 07 | 2004 | 2. in 3. december           | "Ali smo v trendu?"                | Udeleženci so prisluhnili strokovnjakom iz Velike Britanije, Romunije, Nizozemske, Hrvaške in Slovenije. |
| SEMPL 08 | 2005 | 1. in 2. december           | "Kam plujemo?"                     | Seminar je bil v znamenju medijske porabe in nakupnih navad, podatkov iz raziskav, ki proučujejo življenjske sloge porabnikov, metod in orodij, ki omogčajo primerjavo učinkovitosti oglaševanja v različnih medijih. |
| SEMPL 09 | 2006 | 30. november in 1. december | "Plenilci pozornosti"              | Osrednja tema so bili, tako kot že nekaj let zapored, tako trendi na področju medijev, kot tudi v nakupnih navadah porabnikov. |
| SEMPL 10 | 2007 | 29. in 30. november         | "Zajahajte val!"                   | Osrednja tema so bile digitalne smernice in njihov vpliv na razvoj medijev. Z jubilejnim desetim SEMPL-om so organizatorji stopili korak naprej. Seminar medijskega načrtovanja se je preimenoval v Seminar medijskih trendov. Ob deseti obletnici so je dogodek poleg medijskih specialistov pritegnil tudi naročnike, stratege, oblikovalce. SEMPL se je v tem času čedalje bolj uveljavil tudi v regiji, zlasti v Srbiji in na Hrvaškem, med udeleženci pa je bila že polovica tujih gostov. |
| SEMPL 11 | 2008 | 27. in 28. november         | "Ujemite trende"                   | |
| SEMPL 12 | 2009 | 26. in 27. november         | "Viva la trends!"                  | Največ pozornosti je bilo namenjene digitalnemu svetu in internetu. Ukvarjali so se z novimi komunikacijskimi kanalim, novimi potmi do uporabnikov in porabnikov ter z novimi raziskavami in merjenji. Govora je bilo predvsem o spremembah, ki jih je v medije in medijsko potrošnjo prinesla digitalizacija. Udeležilo se ga je 676 udeležencev, število medijskih strategij, ki se je potegovalo za nagrade sempler, pa je preseglo število iz preteklih let.                                |
|          | 2010 |                             |                                    | Leta 2010 SEMPL-a ni bilo |
| SEMPL 13 | 2011 | 30. november in 1. december | “Ste še zvesti?”                   | Rdeča nit je bila zvestoba. Na njem se je zbrstilo več kot dvajset svetovno priznanih predavateljev. Posebnost je bil tudi dvoletni razpis za nagrado sempler. V tem letu je Media Pool Sempl predal v izvajanje podjetju Medijski partner, ki izdaja tudi revijo Marketing magazin. |
| SEMPL 14 | 2012 | 29. in 30. november         | "Poveži se"                        | Rdeča nit je bilo povezovanje in združevanje. Na njem so celotni regiji predstavili pomen znanja, povezovanja in razvoja. |
| SEMPL 15 | 2013 | 28. in 29. november         | "Vodi ali pusti umreti"            | V ospredju konference so bili medijski trendi, ki (pre)oblikujejo podobo medijske krajine, s tem pa tudi vseh igralcev v oglaševalskem trikotniku. Trideset mednarodnih in domačih predavateljev se je posvetilo aktualnim dogajanjem v medijsko-komunikacijski panogi. |
| SEMPL 16 | 2014 | 27. in 28. november         | "Prerojeni"                        | Udeležila se ga je tretjina udeležencev iz Srbije, Hrvaške, Bosne in Hercegovine in Makedonije. Prvi dan je bil namenjen trendom, medijem, raziskavam in pripovedovanju zgodb, drugi dan pa trženju vsebin, Twitterju in digitalni televiziji. Poudarek konference je bil na iskanju rešitev, ki bodo oglaševalce, medijske agencije in komunikatorje še bolj približale svojim strankam in končnim kupcem.                                                                                     |
| SEMPL 17 | 2015 | 26. in 27. november         | "Zbujen.Zvedav.Zmagovalen.Zabaven" | V središče pozornosti bodo postavljeni trendi, ki vplivajo na sedanjost in krojijo prihodnost medijsko-komunikacijske panoge in vseh, ki delujejo v njej. Slogan ponazarja ključna izhodišča letošnje konference. |

## Tekmovanje Sempler
Tekmovanje za nagrade za medijske presežke leta sempler poteka že od leta 2002.  Prelomne letnice, ko so se dogajale spremembe v zvezi s tekmovanjem so 2002, 2006, 2008, 2011, 2012 in 2015.

### Leto 2002
Prvič so uvedli tekmovanje za nagrade za medijske presežke leta Sempler. Tekmovanje so razdelili v tri kategorije: 
- kreativna uporaba posameznega medija,
- kreativna uporaba medijskega spleta in
- alternativni mediji.

Poleg nagrad za najbolj kreativno medijsko strategijo so na Semplu podelili tudi nagrade za skupinsko delo. 

### Leto 2004
Za nagrade sempler je bilo prijavljenih 27 del petnajstih različnih prijaviteljev. 

### Leto 2006
Podeljene so bile štiri nagrade sempler v kategorijah:
- strateška uporaba medijskega spleta,
- inovativna uporaba obstoječega medija,
- strateška umestitev sponzorstva,
- domiselni mediji.

Žirija ni podelila nagrade v kategoriji neposredni pristopi.

### Leto 2008
Uvedli so novost na tekmovanju Sempler, in sicer šesto kategorijo: mediji generacije Y. Kategorijo so uvedli za komunikacijske projekte, ki uporabljajo medije genracije Y, torej internet ali mobilne telefone.  Za semplerje se je potegovalo 43 prijav. 

### Leto 2009
Na razpis za nagrade sempler za najboljšo medijsko strategijo prispelo 67 prijav. 

### Leto 2011
Organizatorji so se odločili, da se bodo lahko izjemoma prijavila dela tudi iz minulega leta, ki so bila izvedena med 1. januarjem 2010 in 31. oktobrom 2011, saj leta 2010 SEMPL-a ni bilo. 

### Leto 2012
Tekmovanje za nagrade sempler je bilo temeljito prenovljeno, saj so z naraščanjem števila prijav v preteklih letih ugotavljali, da so pravila postala preveč ohlapna. Nagrada sempler namreč nagrajuje predvsem delo medijskih strategov in načrtovalcev, ki so na marsikaterem drugem tekmovanju večkrat prezrti.  V ožji izbor tekmovanja se je uvrstilo 24 izmed 64 prijavljenih del. . Kategorije, v katerih so podelili nagrade sempler:
- strateška uporaba medijskega spleta,
- inovativna uporaba komunikacijskega kanala,
- najboljša ciljana akcija,
- najboljša izkustvena akcija,
- najboljša izraba digitalnega okolja,
- najboljša akcija na družbenih omrežjih.[32]

### Leto 2015
Tekmovalne kategorije bodo razširjene s tremi novimi, poleg:
- strateške uporabe medijskega spleta,
- inovativne uporabe komunikacijskega kanala,
- najboljše ciljane akcije,
- najboljše izkustvene akcije,
- najboljše izrabe digitalnega okolja,
- najboljše akcije na družbenih omrežjih,

bodo dela tekmovala še v kategorijah:
- najboljša uporaba mobilnega okolja
- najboljša uporaba podatkov,
- najboljši novi medij/medijski format. [33]